# Indigofera praticola
Indigofera praticola är en ärtväxtart som beskrevs av Baker f. Indigofera praticola ingår i släktet indigosläktet, och familjen ärtväxter. Inga underarter finns listade i Catalogue of Life.